# Tor des Géants
Ne doit pas être confondu avec Haute Route des Géants.
Le Tor des Géants (en patois valdôtain : Tour des Géants) est une compétition d'ultra-trail créée en 2010, se déroulant dans 34 communes de la Vallée d'Aoste au mois de septembre.

## Parcours

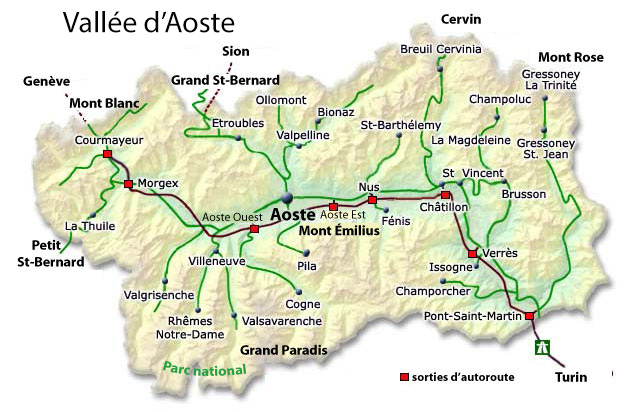
Carte physique de la Vallée d'Aoste

Le départ et l'arrivée se situent à Courmayeur. Le parcours s'effectue en une seule étape tout au long des deux Hautes routes valdôtaines. Les participants, au nombre de 660 au maximum, peuvent choisir leur vitesse et doivent conclure l'épreuve en 150 heures au maximum. Ils courent au régime d'indépendance partielle, avec plus de 40 points de ravitaillement.
Le parcours mesure 330 kilomètres de long et 24 000 mètres de dénivelé. Il emprunte d'abord la Haute Route no 2 vers la basse vallée, où se situe le tour de la bouée. Le retour se fait par la Haute Route no 1 vers le Valdigne et Courmayeur. Il traverse notamment le parc naturel du Mont-Avic et le parc national du Grand-Paradis. Pendant la course les coureurs passent 25 cols à plus de 2 000 mètres, 30 lacs et grimpent jusqu'à 3 300 mètres d'altitude.
Outre aux points de ravitaillement, 7 bases d'accueil majeures sont disposées le long du parcours, le divisant de la façon suivante :
| Secteur | Nom                                  | Kilomètres | Dénivelé + (m) | Dénivelé - (m) |
| ------- | ------------------------------------ | ---------- | -------------- | -------------- |
| 1       | Courmayeur > Valgrisenche            | 48,606     | 3750           | 3295           |
| 2       | Valgrisenche > Cogne                 | 53,535     | 4137           | 4268           |
| 3       | Cogne > Donnas                       | 46,595     | 1383           | 2600           |
| 4       | Donnas > Gressoney-Saint-Jean        | 53,542     | 4384           | 3585           |
| 5       | Gressoney-Saint-Jean > Valtournenche | 36,018     | 2749           | 2676           |
| 6       | Valtournenche > Ollomont             | 44,161     | 3404           | 3534           |
| 7       | Ollomont > Courmayeur                | 49,081     | 2905           | 3104           |

## Palmarès

### 2010
| # | Participant            | Catégorie  | Temps            |
| - | ---------------------- | ---------- | ---------------- |
| 1 | Ulrich Gross           | Seniors    | 80 h 27 min 23 s |
| 2 | Salvador Calvo Redondo | Vétérans 2 | 86 h 47 min 54 s |
| 3 | Guillaume Millet       | Vétérans 1 | 87 h 17 min 37 s |

| # | Participante    | Catégorie  | Temps             |
| - | --------------- | ---------- | ----------------- |
| 1 | Annemarie Gross | Vétérans 1 | 91 h 19 min 13 s  |
| 2 | Julia Boettger  | Seniors    | 100 h 03 min 51 s |
| 3 | Corinne Favre   | Seniors    | 114 h 40 min 37 s |

### 2011
| # | Participant         | Catégorie | Temps            |
| - | ------------------- | --------- | ---------------- |
| 1 | Jules-Henri Gabioud | Seniors 1 | 79 h 58 min 26 s |
| 2 | Christophe Le Saux  | Seniors 2 | 84 h 09 min 46 s |
| 3 | Pablo Criado Toca   | Seniors 2 | 89 h 43 min 07 s |

| # | Participante      | Catégorie  | Temps             |
| - | ----------------- | ---------- | ----------------- |
| 1 | Annemarie Gross   | Vétérans 1 | 91 h 28 min 31 s  |
| 2 | Patrizia Pensa    | Vétérans 1 | 102 h 25 min 42 s |
| 3 | Giuliana Arrigoni | Vétérans 1 | 102 h 26 min 05 s |

### 2012
| # | Participant        | Catégorie | Temps            |
| - | ------------------ | --------- | ---------------- |
| 1 | Óscar Pérez        |           | 75 h 56 min 31 s |
| 2 | Grégoire Millet    |           | 78 h 50 min 03 s |
| 3 | Christophe Le Saux |           | 80 h 14 min 14 s |

| # | Participante     | Catégorie | Temps            |
| - | ---------------- | --------- | ---------------- |
| 1 | Francesca Canepa |           | 85 h 33 min 56 s |
| 2 | Sonia Glarey     |           | 96 h 59 min 54 s |
| 3 | Patrizia Pensa   |           | 97 h 06 min 15 s |

### 2013
| # | Participant  | Catégorie | Temps            |
| - | ------------ | --------- | ---------------- |
| 1 | Iker Karrera |           | 70 h 04 min 15 s |
| 2 | Óscar Pérez  |           | 70 h 29 min 41 s |
| 3 | Franco Collé |           | 72 h 05 min 23 s |

| # | Participante            | Catégorie | Temps            |
| - | ----------------------- | --------- | ---------------- |
| 1 | Francesca Canepa        |           | 88 h 12 min 17 s |
| 2 | Nerea Martinez Urruzola |           | 91 h 01 min 42 s |
| 3 | Emanuela Scilla Tonetti |           | 94 h 45 min 59 s |

### 2014
| # | Participant        | Catégorie  | Temps            |
| - | ------------------ | ---------- | ---------------- |
| 1 | Franco Collé       | Seniors 2  | 71 h 49 min 10 s |
| 2 | Nichademus Hollon  | Seniors 1  | 76 h 29 min 38 s |
| 3 | Antoine Guillon    | Vétérans 1 | 79 h 02 min 29 s |
| 3 | Christophe Le Saux | Vétérans 1 | 79 h 02 min 29 s |

| # | Participante      | Catégorie | Temps            |
| - | ----------------- | --------- | ---------------- |
| 1 | Émilie Lecomte    | Seniors 2 | 85 h 53 min 14 s |
| 2 | Lisa Borzani      | Seniors 2 | 94 h 43 min 46 s |
| 3 | Denise Zimmermann | Seniors 2 | 98 h 27 min 16 s |

### 2015
L'édition 2015 a été interrompue en raison des conditions météorologiques. Six concurrents masculins ont passé la ligne d'arrivée avant cette décision.
| # | Participant        | Catégorie  | Temps            |
| - | ------------------ | ---------- | ---------------- |
| 1 | Patrick Bohard     | Vétérans 2 | 80 h 20 min 35 s |
| 2 | Galeati Gianluca   | Seniors    | 80 h 44 min 34 s |
| 3 | Christophe Le Saux | Vétérans 1 | 81 h 19 min 25 s |

| # | Participante      | Catégorie | Temps à l'arrêt de la course |
| - | ----------------- | --------- | ---------------------------- |
| 1 | Denise Zimmermann | Seniors 2 | 79 h 12 min 35 s             |
| 2 | Lisa Borzani      |           | 80 h 16 min 24 s             |
| 3 | Marina Plavan     |           | 85 h 55 min 00 s             |

### 2016
| # | Participant        | Catégorie | Temps            |
| - | ------------------ | --------- | ---------------- |
| 1 | Oliviero Bosatelli |           | 75 h 10 min 22 s |
| 2 | Óscar Pérez        |           | 81 h 14 min 50 s |
| 3 | Pablo Criado Toca  |           | 83 h 40 min 10 s |

| # | Participante    | Catégorie | Temps             |
| - | --------------- | --------- | ----------------- |
| 1 | Lisa Borzani    |           | 91 h 09 min 44 s  |
| 2 | Stephanie Case  |           | 98 h 15 min 27 s  |
| 3 | Maria Semerjian |           | 100 h 18 min 42 s |

### 2017
| # | Participant           | Catégorie | Temps            |
| - | --------------------- | --------- | ---------------- |
| 1 | Javier Dominguez-Ledo |           | 67 h 52 min 15 s |
| 2 | Oliviero Bosatelli    |           | 69 h 16 min 19 s |
| 3 | Andrea Macchi         |           | 74 h 51 min 14 s |

| # | Participante     | Catégorie | Temps             |
| - | ---------------- | --------- | ----------------- |
| 1 | Lisa Borzani     |           | 89 h 40 min 24 s  |
| 2 | Silvia Trigueros |           | 97 h 43 min 06 s  |
| 3 | Marina Plavan    |           | 106 h 29 min 21 s |

### 2018
| # | Participant    | Catégorie | Temps            |
| - | -------------- | --------- | ---------------- |
| 1 | Franco Collé   |           | 74 h 03 min 29 s |
| 2 | Galen Reynolds |           | 74 h 40 min 36 s |
| 3 | Peter Kienzl   |           | 77 h 31 min 11 s |

| # | Participante               | Catégorie | Temps            |
| - | -------------------------- | --------- | ---------------- |
| 1 | Silvia Trigueros           |           | 87 h 50 min 31 s |
| 2 | Scilla Toneti Jamie Aarons |           | 95 h 54 min 35 s |

### 2019
| # | Participant        | Catégorie | Temps            |
| - | ------------------ | --------- | ---------------- |
| 1 | Oliviero Bosatelli |           | 72 h 37 min 13 s |
| 2 | Galen Reynolds     |           | 77 h 06 min 12 s |
| 3 | Danilo Lantermino  |           | 79 h 09 min 46 s |

| # | Participante     | Catégorie | Temps            |
| - | ---------------- | --------- | ---------------- |
| 1 | Silvia Trigueros |           | 85 h 23 min 15 s |
| 2 | Jocelyne Pauly   |           | 94 h 22 min 02 s |
| 3 | Chiara Boggio    |           | 96 h 55 min 05 s |

### 2020
L'édition 2020, dont le départ était initialement prévu le 13 septembre, est finalement annulée mi-juin, en raison de la pandémie de coronavirus.

### 2021
| # | Participant    | Catégorie | Temps            |
| - | -------------- | --------- | ---------------- |
| 1 | Franco Collé   |           | 64 h 43 min 57 s |
| 2 | Jonas Russi    |           | 67 h 03 min 00 s |
| 3 | Petter Restorp |           | 74 h 36 min 00 s |

| # | Participante      | Catégorie | Temps            |
| - | ----------------- | --------- | ---------------- |
| 1 | Silvia Trigueros  |           | 87 h 57 min 50 s |
| 2 | Melissa Paganelli |           | 91 h 35 min 07 s |
| 3 | Nicky Spinks      |           | 99 h 16 min 50 s |

### 2022
| # | Participant    | Catégorie | Temps            |
| - | -------------- | --------- | ---------------- |
| 1 | Jonas Russi    |           | 70 h 31 min 36 s |
| 2 | Simone Corsini |           | 75 h 27 min 33 s |
| 3 | Andrea Macchi  |           | 76 h 43 min 50 s |

| # | Participante      | Catégorie | Temps            |
| - | ----------------- | --------- | ---------------- |
| 1 | Sabrina Verjee    |           | 80 h 19 min 38 s |
| 2 | Silvia Trigueros  |           | 84 h 58 min 55 s |
| 3 | Sandrine Béranger |           | 89 h 40 min 04 s |

### 2023
| # | Participant    | Catégorie | Temps            |
| - | -------------- | --------- | ---------------- |
| 1 | Franco Collé   |           | 66 h 39 min 19 s |
| 2 | Olivier Romain |           | 69 h 49 min 38 s |
| 3 | Galen Reynolds |           | 71 h 22 min 30 s |

| # | Participante     | Catégorie | Temps            |
| - | ---------------- | --------- | ---------------- |
| 1 | Emma Stuart      |           | 82 h 21 min 44 s |
| 2 | Jocelyne Pauly   |           | 84 h 36 min 21 s |
| 3 | Elisabetta Negra |           | 88 h 37 min 42 s |

### 2024
| # | Participant       | Catégorie  | Temps            |
| - | ----------------- | ---------- | ---------------- |
| 1 | François D'Haene  | Senior     | 69 h 8 min 32 s  |
| 2 | Beñat Marmissolle | Vétérans 1 | 73 h 10 min 18 s |
| 3 | Martin Perrier    | Senior     | 75 h 35 min 59 s |

| # | Participante       | Catégorie  | Temps            |
| - | ------------------ | ---------- | ---------------- |
| 1 | Katharina Hartmuth | Senior     | 79 h 10 min 40 s |
| 2 | Sabrina Verjee     | Vétérans 1 | 84 h 3 min 21 s  |
| 3 | Claire Bannwarth   | Senior     | 85 h 2 min 47 s  |

## Galerie de photos

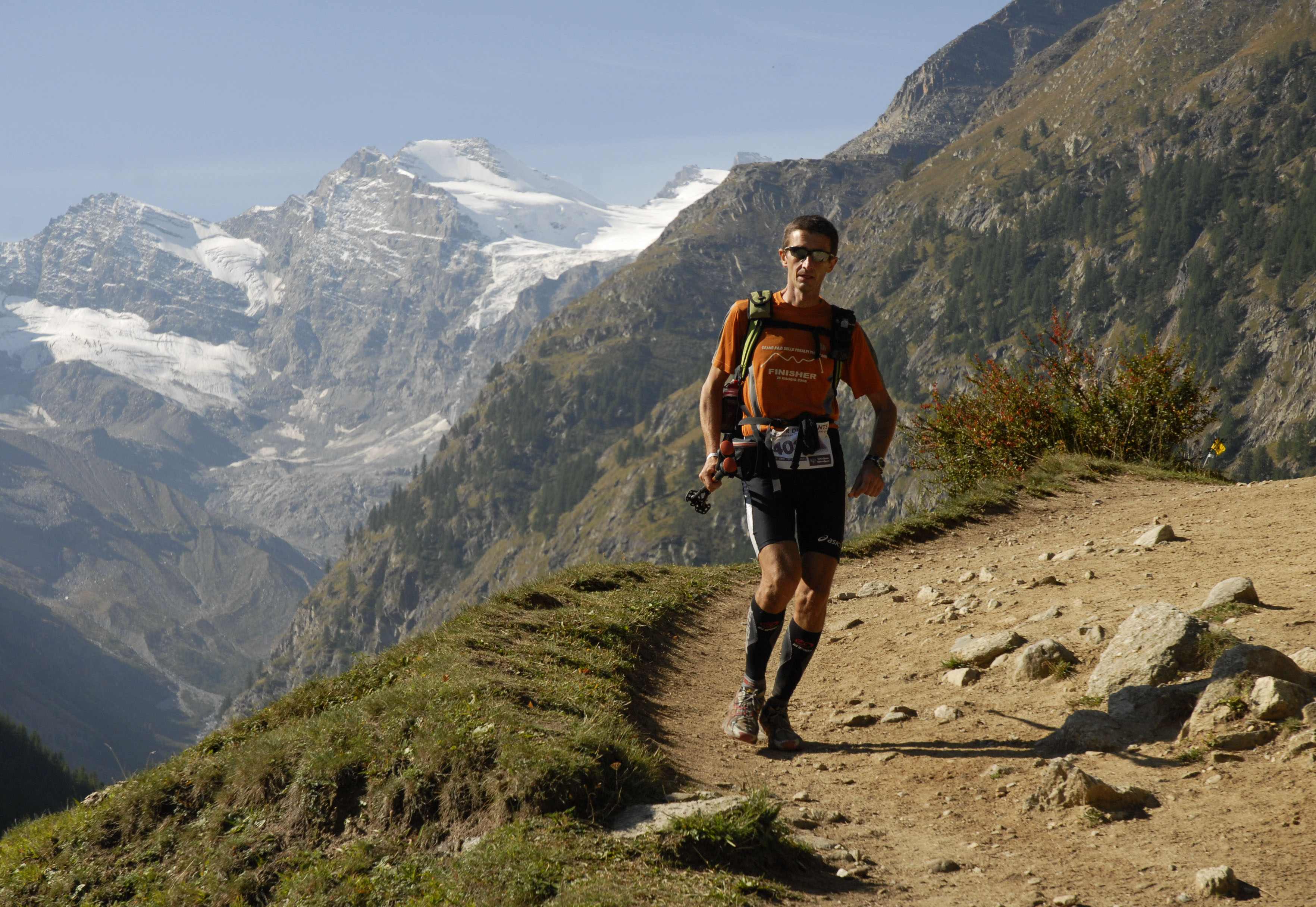
Un passage du Tor des Géants, le Grand Paradis à l'arrière-plan.
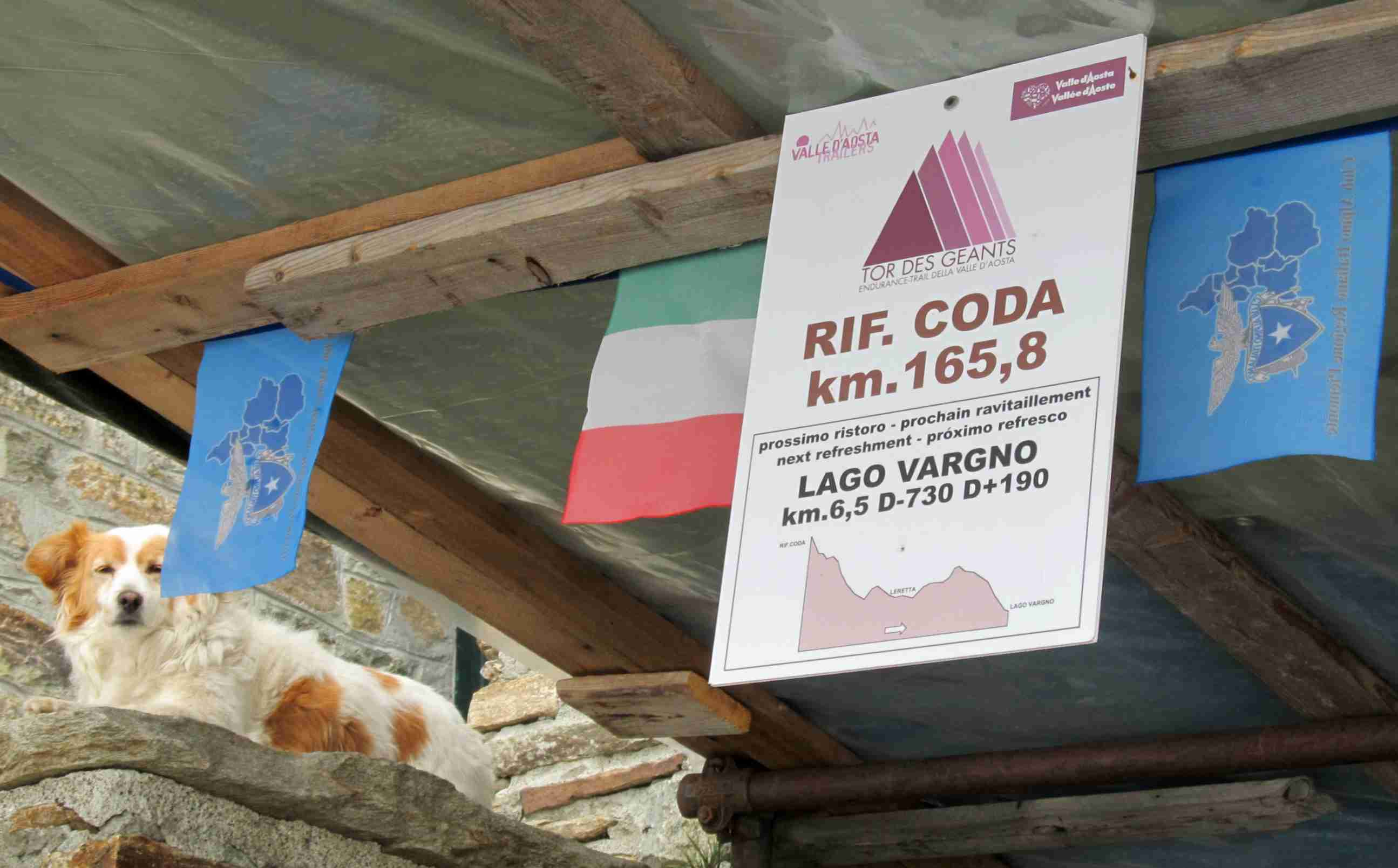
Indications au refuge Coda.
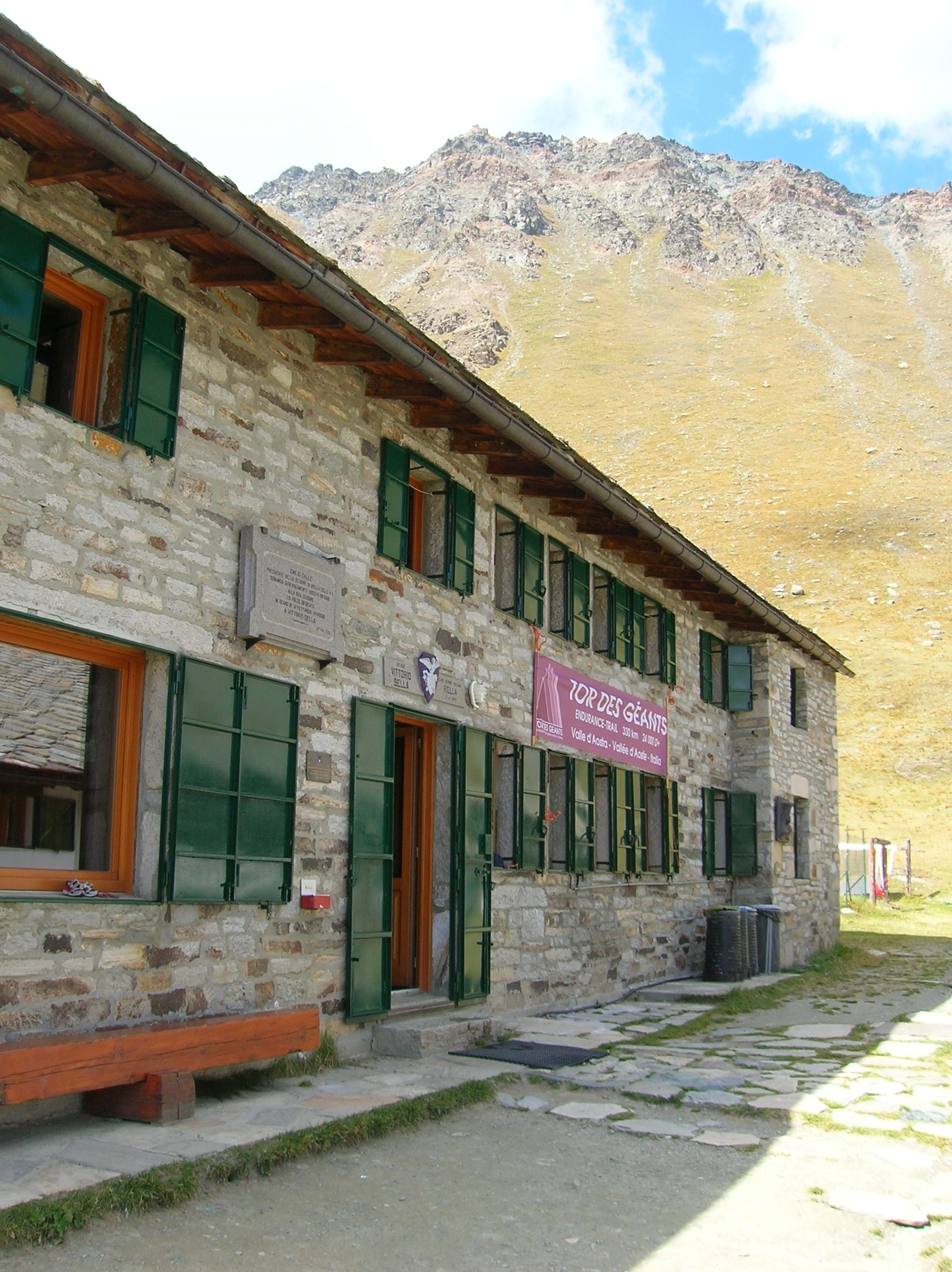
Le Tor des Géants au refuge Victor Sella.
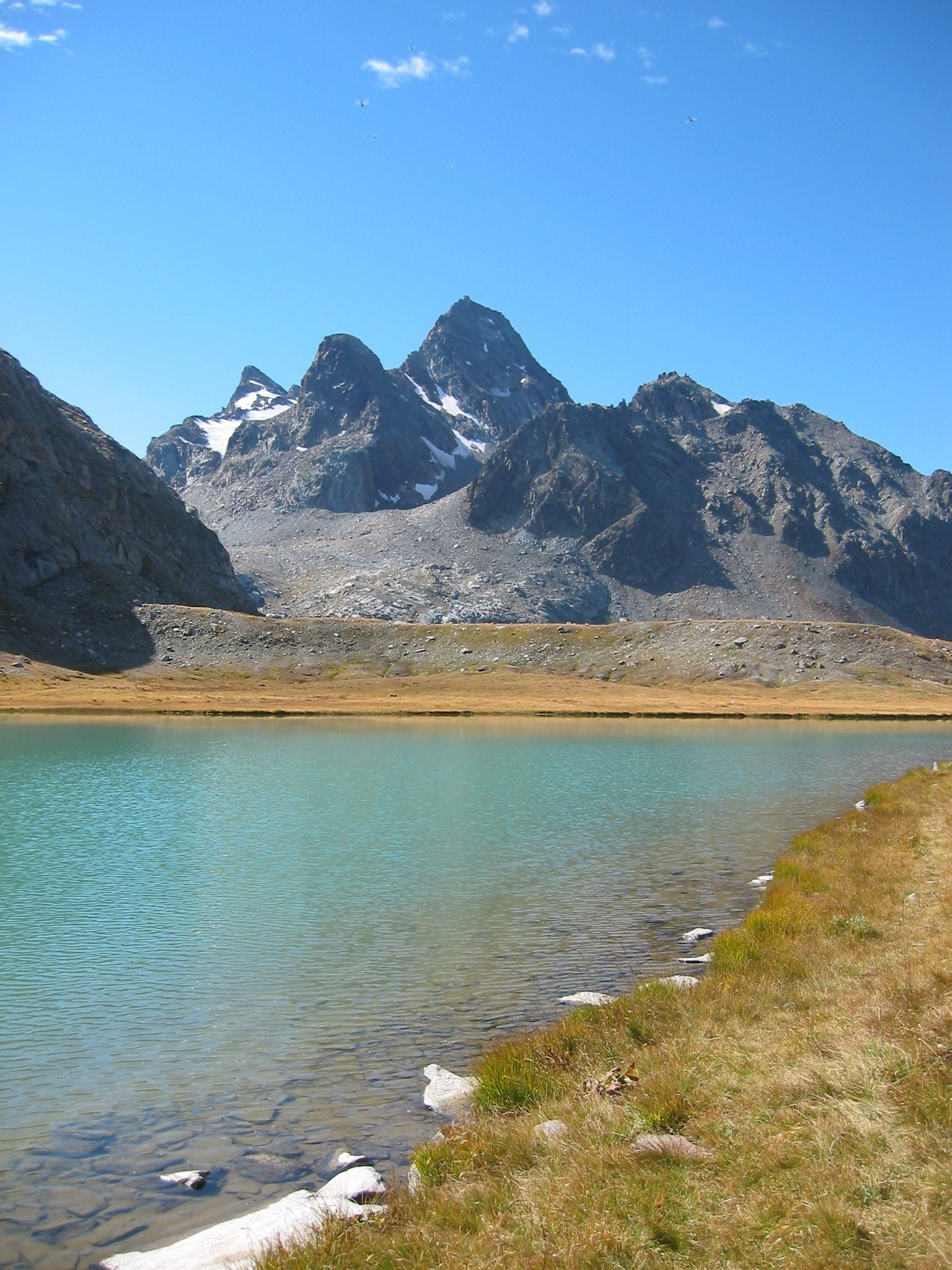
Le Grand Assaly vu du refuge Albert Deffeyes
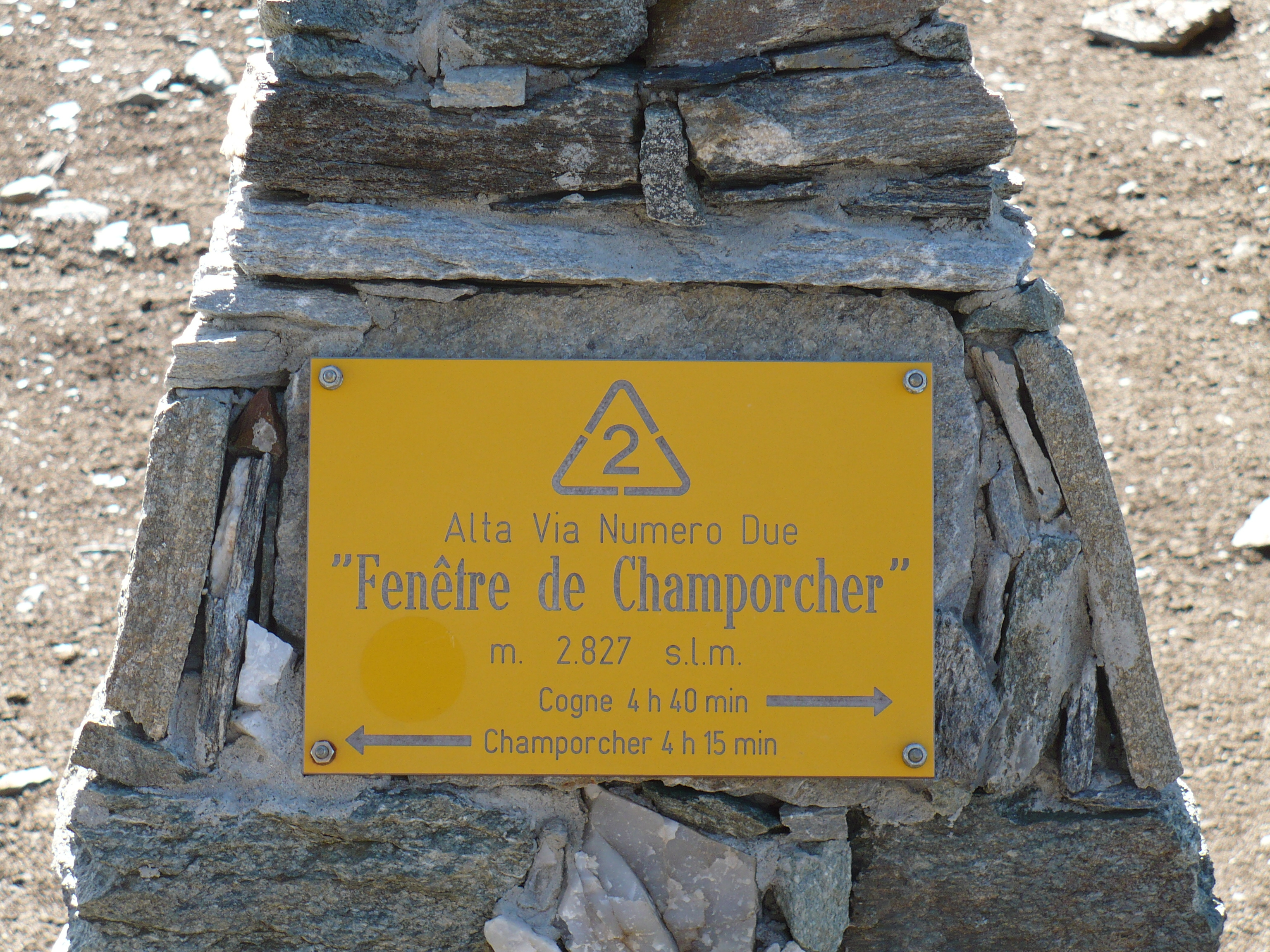
La Fenêtre de Champorcher, après les 115 premiers kilomètres.

## TOR 130 -Tot dret
À partir de l'édition 2017, un trail dénommé TOR 130 - Tot dret est organisé en parallèle. Le nom, qui signifie tout droit en patois valdôtain (une version de ce nom a été également prévue en Titsch, Groadus), se réfère au fait que, par rapport au Tor, qui prévoit une voie d'aller et une voie de retour (respectivement la Haute Route no 2 et la Haute Route no 1), ce trail propose un parcours tout droit allant de Gressoney-Saint-Jean à Courmayeur. Le trajet est de 130 km avec un dénivelé de 12 000 mètres. Des points de ravitaillement sont prévus tous les 7 à 10 km et une base de vie à Ollomont. Comme pour le Tor, il se déroule en une étape unique, à rapidité libre, avec un temps limité à 38 heures.
Le record du Tot dret est établi en 2024 par l'Italien Gionata Cogliati : 21 h 10 min 9 s.

## TOR 450 -Tor des Glaciers
À partir de l'édition 2019 (TORX), un trail dénommé Tor des Glaciers (Tour des glaiers en valdôtain) est organisé. Cette compétition prévoit un parcours de 450 km environ, avec 38 000 mètres de dénivelé, et est ouverte uniquement aux athlètes ayant complété le Tor en un délai maximum de 130 heures, et pour non plus de 100 participants. Le parcours se développe entre les hautes routes 3 et 4, deux routes n'ayant jamais été officialisées.

## TOR 100 -Cervino - Monte Bianco
À partir de l'édition 2024, un trail dénommé Cervino - Monte Bianco est organisé. Cette compétition prévoit un parcours de 100 km environ entre le mont Cervin et le mont Blanc, avec 8 000 mètres de dénivelé.